# Marco Antonio Gentile
Marco Antonio Gentile (Genova, 1723 – Genova, 1798) fu il 177º doge della Repubblica di Genova.

## Biografia

Stemma nobiliare dei Gentile

Nativo di Genova nel 1723, Marco Antonio Gentile apparteneva ad una facoltosa famiglia patrizia genovese, facente parte della cerchia dei "Magnifici", ovvero dei nobili più facoltosi, iscritta nel Libro d'oro, che costituivano l'oligarchia politica e finanziaria della Repubblica di Genova, nell'ambito della quale venivano scelte le più alte cariche istituzionali dello Stato, tra cui il doge.
Salì alla massima carica dello stato l'8 marzo del 1781: il centotrentaduesimo in successione biennale e il centosettantasettesimo nella storia repubblicana.
Si diceva che fosse un noto iettatore: il giorno della sua elezione, scoppiò un violento temporale, un fulmine entrò nella sala del trono e un muro crollò travolgendo e uccidendo venti persone, tra cui tre monache; durante l'inverno una terribile gelata fece strage di quasi tutti gli uliveti e agrumeti della Liguria, arrecando un danno di dieci milioni di lire genovesi.
Era tuttavia molto rispettato, poiché arricchì la biblioteca cittadina, incrementò l'orto botanico e fu il primo doge che visitò l'università. Fu inoltre un fervido sostenitore di una politica estera più attiva, basata sull'alleanza con l'Austria e l'Inghilterra.
Dopo la fine del suo mandato, scaduto l'8 marzo del 1783, si ricandidò alle elezioni dogali nel 1785, ma fu sconfitto. Suoi avversari erano stati la fazione conservatrice della repubblica genovese, che voleva aumentare i poteri del doge, e quella più liberale, che intendeva riformare la costituzione repubblicana, trasformandola in una monarchia costituzionale. Alla fine prevalse quest'ultima, il cui rappresentante, Gian Carlo Pallavicino, fu eletto al soglio dogale.
Marco Antonio Gentile alla fine morì nel 1798, a 75 anni, senza contrarre matrimonio e senza figli. Venne probabilmente sepolto nella basilica di San Siro.